# HD 124990
HD 124990，又名BD-17 4053，SAO 158462、HR 5344，是一颗恒星，视星等为6.22，位于銀經329.69，銀緯39.8，其B1900.0坐标为赤經14h 11m 31.9s，赤緯-18° 39.8′ 17″。